# 王邦瑞
王邦瑞（1495年—1561年），字惟賢，號鳳泉，河南承宣布政使司河南府宜陽縣（今河南省宜陽縣）人，明朝政治人物。

## 生平
正德八年（1513年）癸酉科河南乡试第十九名举人，正德十二年（1517年）丁丑科會試一百八十三名，廷试三甲一百九十一名進士，改庶吉士，因王邦瑞姑姑是伊府光阳王朱勉坍王妃，按照明朝文职官员规定，有王亲者不得升除京职，已亡故无出则不禁。至十六年王妃去世后，才出任廣德州知州。嘉靖初年，祖父去世丁憂，除服后擔任滁州知州，此後升爲南京吏部员外郎，历南京吏部文选司署郎中，出任陝西提學僉事。十一年（1532年）六月因歲貢不中式五名以上而連坐，貶為濱州知州，此後再历升爲陕西按察司佥事，十六年三月升固原兵備副使，剿平李孟春盜亂，后祖母去世丁憂離去。服除后，再次擔任陝西提學副使，二十二年八月轉為布政司右參政。母喪丁憂后離職，后起复原职，二十六年四月升為右僉都御史、寧夏巡撫。二十八年三月改為南京大理寺卿。未赴任，六月升為兵部右侍郎，十月改為吏部右侍郎，二十九年三月晋左侍郎。
嘉靖二十九年（1550年），俺答汗進攻京師時，世宗命王邦瑞總督九門。兵部尚書丁汝夔下獄，命他攝官其事，兼督團營。俺答汗退兵后，他上疏請求罷免十二團營，悉歸三大營，以咸寧侯仇鸞統領。王邦瑞改為兵部左侍郎，兼都察院右佥都御史，赞理京营军务，專督營務。十一月擔任兵部尚書。因仇鸞誣陷，三十年二月王邦瑞先被罷免，後被革职为民。直至仇鸞被誅殺后，嘉靖三十九年（1560年）六月世宗重新起用王邦瑞协理京营戎政，四十年十二月卒于任，享年六十七，贈太子少保，諡襄毅。

## 家族
曾祖王璘，县丞。祖父王臣，壽官。父王謨。母屈氏。重庆下。弟王邦琦。

## 延伸阅读
[在维基数据编辑]
 《國朝獻徵錄·卷之三十九》，出自焦竑《國朝獻徵錄》
 《明史卷一百九十九》，出自《明史》

| 官衔          | 官衔                        | 官衔          |
| ------------- | --------------------------- | ------------- |
| 前任： 江暉   | 明朝廣德州知州 嘉靖年間     | 繼任： 許儼   |
| 前任： 江文中 | 明朝濱州知州 嘉靖年間       | 繼任： 彭師有 |
| 前任： 翁萬達 | 明朝兵部尚書 1550年－1551年 | 繼任： 趙錦   |